# صالة عبد الرحمن فوزي
بدأ نادي الزمالك في تكوين فرق كرة اليد وكرة السلة والكرة الطائرة، عندما رأوا أهمية بناء ساحة لاستضافة مباريات هذه الفرق على أرضها. بدأوا في عمل التصميمات لأول مرة في السبعينيات، وبعد ذلك بدأوا العمل على بناء الصالة المسقوفة التي أنشئت في عام 1986، والتي أطلقوا عليها اسم صالة عبد الرحمن فوزي ، تكريما لأحد أساطير نادي الزمالك، الذي كان أول لاعب كرة قدم عربي وأفريقي يسجل في نهائيات كأس العالم لكرة القدم، عندما سجل هدفين لمصر في خسارتهم 4-2 أمام المجر في عام 1934، وهو أيضًا أفضل هداف لمصر في كأس العالم بالتساوي مع محمد صلاح لاعب المنتخب الحالي.

## افتتاح
أقيم حفل افتتاح صالة عبد الرحمن فوزي مع حفل افتتاح البطولة العربية الخامسة للأندية للكرة الطائرة في عام 1986، والتي فاز بها فريق الزمالك للكرة الطائرة لأول مرة في تاريخ النادي بفوزه على مولودية الجزائر في المباراة النهائية التي أقيمت في صالة عبد الرحمن فوزي.

## التجديد
جددت القاعة في عام 2020.